# Stresi
Stresi, född Arkimed Lushaj den 15 juni 1986 i Tropoja, är en albansk sångare. 
Stresi är, tillsammans med bland andra Tingulli Trent, en del av märket Babastars. Stresi har släppt ett flertal hitsinglar. Tillsammans med sångerskan Barbana Dini släppte han 2010 låten "Cover Boy". 2010 deltog han även i Kënga Magjike 12 med låten "Tik Tak" med vilken han tog sig till finalen där han slutade på 19:e plats av 47 deltagare. Han tilldelades även pris för bästa Hiphoplåt i tävlingen. Under våren 2012 deltog han, tillsammans med Xheraldina Berisha, i Top Fest 9 med låten "Lamtumire". De lyckades ta sig till finalen där de tilldelades pris för bästa Hiphop/RnB. Under sommaren 2012 släppte han låten "Lambo" som snabbt blev en hit. 2013 släppte han hitlåten "Love Story" och 2014 "Më fal" tillsammans med sångerskan Albëresha. 